# 東京大学協創プラットフォーム開発
東京大学協創プラットフォーム開発株式会社（とうきょうだいがくきょうそうプラットフォームかいはつ、英: UTokyo Innovation Platform Co., Ltd.）は、東京都文京区本郷七丁目3番1号に本部を置く日本の官民ファンドである。東京大学が資本を持つ初のベンチャーキャピタルとして2016年に設置された。略称は東大IPC（とうだいアイピーシー）。

## 概要
根拠法である産業競争力強化法の改正法の施行に伴い、2016年に東京大学100％子会社として設立された。東大IPCの投資対象となるのは、東京大学の研究成果・人材を活用したベンチャー企業であるが、一部民間のベンチャーキャピタルが運営するファンドへのFOF（fund of funds）投資も行っている。また2019年よりコンソーシアム型のインキュベーションプログラム（東大IPC 1stRound）を開始し、東大関連ベンチャーの設立・資金調達を支援している。
2021年にはトレードワルツに出資、2022年にはGaussy株式会社と資本業務提携した 。

## 所在地
東京都文京区本郷七丁目3番1号 東京大学南研究棟アントレプレナーラボ261